# Autostrada dei Laghi
Als Autostrada dei Laghi (wörtlich: Seen-Autobahn) bezeichnet man die italienischen Autobahnen A8 und A9 im äußersten Norden des Landes. Die A8 führt von Mailand nach Varese, während die A9 Lainate mit Como verbindet. Der Name ist darauf zurückzuführen, dass die Trasse zum Comer See, zum Lago di Varese und zum Lago Maggiore führt.

## Geschichte

Historischer Verlauf der Autostrada dei Laghi 1926

Am 21. September 1924 wurde in Lainate das erste Teilstück von Mailand nach Varese der späteren Autostrada dei Laghi für den Verkehr freigegeben. Somit ist die heutige A8 die erste fertiggestellte reine Autostraße Europas, die gegen Maut allen Bürgern als Verkehrsweg zugänglich war, jedoch ohne getrennte Richtungsfahrbahnen. Sie war also eher eine Kraftfahrstraße als eine Autobahn. 
Die erste kreuzungsfreie Strecke der Welt war die AVUS in Berlin, sie wurde privat finanziert und war gebührenpflichtig. Sie wurde 1921 eröffnet und diente hauptsächlich als Renn- und Teststrecke.
Der italienische Ingenieur Piero Puricelli wollte Straßen schaffen, die ausschließlich dem Automobilverkehr vorbehalten sein sollten. Mit der Entrichtung einer Maut sollten zudem die anfallenden Bau- und Instandhaltungskosten gedeckt werden. Das war ein ziemlich abenteuerliches Vorhaben, da Autos zur damaligen Zeit nur spärlich vorhanden waren (1923 fuhren insgesamt etwas mehr als 80.000 Autos auf italienischen Straßen). Dennoch erhielt er wegen „öffentlichen Nutzens“ die Genehmigung, sein Vorhaben in die Tat umzusetzen. 1922 kamen in Italien die Faschisten an die Macht. Sie wollten die Autostrada dei Laghi errichten, um so die Wirtschaft anzukurbeln. Außerdem sahen sie die Autostrada dei Laghi als „nationale Leistung, sie sollte Fortschritt, Modernität, Macht und nationale Größe“ symbolisieren.
Die Kosten für den Abschnitt Mailand–Varese beliefen sich auf 90 Millionen Lire. Am Tag der Freigabe wurde symbolisch ein Band mit dem Auto von König Viktor Emanuel III. durchtrennt. Die Straße bestand aus nur einer Fahrbahn pro Richtung und war nicht kreuzungsfrei, was aber für den damaligen Verkehr mehr als ausreichend war. Ein echtes Mauthäuschen gab es noch nicht; stattdessen musste die Maut an einer Raststätte entrichtet werden.
Ein knappes Jahr später, am 28. Juni 1925, wurde das 24 km lange und 57 Millionen Lire teure Teilstück von Lainate nach Como (heutige A9) für den Verkehr freigegeben. Im selben Jahr wurde außerdem die elf Kilometer lange Strecke Gallarate–Sesto Calende fertiggestellt. Von 1924 an kamen zahlreiche Techniker und Architekten aus verschiedenen Ländern nach Lainate, um sich näher mit diesem neuen Typ Straße zu befassen.
Der Abschnitt Como–Chiasso wurde im Jahr 1960 fertiggestellt, so dass ein direkter Anschluss an das schweizerische Autobahnnetz (Schweizer A2) besteht.